# Маасер шени
Маасер шени (др.-евр. מעשר שני‬, «Вторая десятина») — трактат Мишны, восьмой в разделе «Зраим». Трактат посвящён законам об особых частях урожая, наделённых статусом святости — к ним относятся «вторая десятина» и плоды четырёхлетних деревьев и виноградников.

## Предмет рассмотрения
В Моисеевом законе сказано:

И всякая десятина на земле из семян земли и из плодов дерева принадлежит Господу: это святыня Господня; если же кто захочет выкупить десятину свою, то пусть приложит к [цене] ее пятую долю.
— Лев. 27:30, 31
Книга Чисел предписывает отдавать десятину левитам:

А сынам Левия, вот, Я дал в удел десятину из всего, что у Израиля, за службу их, за то, что они отправляют службы в скинии собрания; и сыны Израилевы не должны впредь приступать к скинии собрания, чтобы не понести греха и не умереть: пусть левиты исправляют службы в скинии собрания и несут на себе грех их. Это устав вечный в роды ваши; среди же сынов Израилевых они не получат удела; так как десятину сынов Израилевых, которую они приносят в возношение Господу, Я отдаю левитам в удел, потому и сказал Я им: между сынами Израилевыми они не получат удела.
— Чис. 18:21—24
Это противоречит указанию книги Второзаконие:

Отделяй десятину от всего произведения семян твоих, которое приходит с поля [твоего] каждогодно, и ешь пред Господом, Богом твоим, на том месте, которое изберет Он, чтобы пребывать имени Его там; [приноси] десятину хлеба твоего, вина твоего и елея твоего, и первенцев крупного скота твоего и мелкого скота твоего, дабы ты научился бояться Господа, Бога твоего, во все дни.
Если же длинна будет для тебя дорога, так что ты не можешь нести сего, потому что далеко от тебя то место, которое изберет Господь, Бог твой, чтоб положить там имя Свое, и Господь, Бог твой, благословил тебя, то променяй это на серебро и возьми серебро в руку твою и приходи на место, которое изберет Господь, Бог твой; и покупай на серебро сие всего, чего пожелает душа твоя, волов, овец, вина, сикера и всего, чего потребует от тебя душа твоя; и ешь там пред Господом, Богом твоим, и веселись ты и семейство твое. И левита, который в жилищах твоих, не оставь, ибо нет ему части и удела с тобою.
По прошествии же трех лет отделяй все десятины произведений твоих в тот год и клади [сие] в жилищах твоих; и пусть придет левит, ибо ему нет части и удела с тобою, и пришелец, и сирота, и вдова, которые [находятся] в жилищах твоих, и пусть едят и насыщаются, дабы благословил тебя Господь, Бог твой, во всяком деле рук твоих, которое ты будешь делать.
— Втор. 14:22—28
И ещё:

Когда ты отделишь все десятины произведений [земли] твоей в третий год, год десятин, и отдашь левиту, пришельцу, сироте и вдове, чтоб они ели в жилищах твоих и насыщались, тогда скажи пред Господом Богом твоим: я отобрал от дома [моего] святыню и отдал ее левиту, пришельцу, сироте и вдове, по всем повелениям Твоим, которые Ты заповедал мне: я не преступил заповедей Твоих и не забыл; я не ел от нее в печали моей, и не отделял ее в нечистоте, и не давал из нее для мертвого; я повиновался гласу Господа Бога моего, исполнил все, что Ты заповедал мне; призри от святого жилища Твоего, с небес, и благослови народ Твой, Израиля, и землю, которую Ты дал нам — так как Ты клялся отцам нашим [дать нам] землю, в которой течет молоко и мед.
— Втор. 26:12—15
Законоучители пришли к выводу, что речь здесь идёт о разных десятинах. Отделять десятины следовало в соответствии с семилетним циклом: каждый седьмой год, в соответствии с Лев. 25:1—7 объявлялся «субботним» (швиит), в этот год были запрещены все полевые работы, в том числе и сбор урожая, — соответственно, десятины в этот год не отделялись. В остальные годы цикла, с первого по шестой, отделяли две десятины. Сначала следовало отделить десятину для левитов, она называется первой десятиной, מעשר ראשון (маасер ришон). Затем от оставшегося продукта в первый, второй, четвёртый и пятый годы цикла отделяли десятину для собственного употребления на святом месте (то есть, пока существовал Иерусалимский храм — в Иерусалиме), она называется второй десятиной, מעשר שני (маасер шени). В третий и шестой годы цикла вместо второй десятины отделялась десятина бедных, מעשר עני (маасер ани).
Если вторую десятину было невозможно или затруднительно отнести в Иерусалим, разрешалось заменить её деньгами и истратить их в Иерусалиме на еду и питьё; именно к этому традиция относит постановление о выкупе десятины из Лев. 27:31. После разрушения Иерусалимского храма всю вторую десятину выкупали одной мелкой монетой, которую уничтожали (собственно, так до сих пор поступают в религиозных хозяйствах в Израиле).
Порядок обращения с второй десятиной: ограничения на использование, порядок выкупа и т. д. — являются предметом рассмотрения в данном трактате. Дополнительно в нём рассматриваются законы о плодах четырёхлетних деревьев и виноградников, так как их статус, согласно Лев. 19:24, аналогичен статусу второй десятины: «а в четвертый год все плоды его должны быть посвящены для празднеств Господних» (букв. — «для восхвалений Господа»).
Комментарии к Мишне имеются в Тосефте и в Иерусалимском Талмуде; в Вавилонском Талмуде трактат отсутствует.

## Содержание
Трактат «Маасер шени» в Мишне содержит 5 глав и 57 параграфов. Как и многие другие трактаты, он заканчивается любопытными материалами агадического характера.
- Глава первая задаёт ограничения на использование второй десятины: её нельзя продавать, брать в залог, обменивать (но можно дарить); деньги второй десятины разрешалось тратить только на еду, питьё и умащение. При этом следует отличать продажу от выкупа: при продаже предполагается, что статус второй десятины остаётся за продуктами (то есть вторая десятина меняет владельца, это запрещено), а при выкупе статус второй десятины переходит на полученные за неё деньги (владелец второй десятины не меняется, это разрешено).
- Глава вторая продолжает тему допустимого использования второй десятины применительно к разным видам продуктов, порядку размена денег второй десятины и т. д.
- Глава третья рассматривает особенности применения законов о второй десятине применительно к Иерусалиму. Продукты второй десятины в Иерусалиме запрещено выкупать, запрещено вывозить из Иерусалима. Зато можно перенести статус второй десятины с денег одного человека на продукты другого даже без совершения реальной сделки.
- Глава четвёртая трактует о порядке выкупа второй десятины. Если выкуп совершает сам владелец продукта, он должен прибавить к его стоимости «пятую часть», то есть прибавить к деньгам четверть стоимости, поэтому выгоднее, чтобы выкуп совершил кто-то другой: родственник, либо двое выкупают вторую десятину друг у друга — тогда добавлять пятую часть не нужно. В конце главы рассматривается вопрос о том, как определить статус денег или продуктов по отметкам на сосудах, в которых они найдены.
- Глава пятая рассматривает законы о четырёхлетнем винограднике и об устранении святынь из дома (ביעור). Подробно комментируется текст исповедания о десятине (Втор. 26:13—15).

## Интересные факты
- Тосефта, 1:12-13 сообщает, что с паломников, приходивших в Иерусалим в праздники, было не принято брать плату за постой, так как дома святого города считались общим достоянием. Этот запрет компенсировался тем, что домохозяева забирали себе кожи жертвенных животных.
- Тосефта, 5:9 определяет отношение законоучителей к сновидениям: считается, что они не имеют никакой предсказательной способности. В пример приводится случай, когда человеку приснился покойный отец и сказал, что в определённом месте лежат деньги второй десятины. Деньги действительно нашлись, но статуса второй десятины за ними не признали на том основании, что сон — не доказательство, а нахождение денег в этом месте — случайное совпадение.
- Конец трактата имеет историческое значение, так как сообщает об изменениях, внесённых в религиозные постановления царём Иоанном Гирканом в конце II в . до н. э.